# سيموني بنتيفوليو
Simone Bentivoglio سيموني بنتيفوليو، (بينيرولو بمقاطعة تورينو، 29 مايو 1985)، لاعب كرة قدم إيطالي.
بدأ مسيرته الكروية مع نادي يوفنتوس، وفي موسم 2005/2006 أعير إلى نادي مانتوفا، ولعب معهم 16 مباراة، وفي موسم 2006/2007 أعير إلى نادي مودينا، ولعب معهم 25 مباراة.

## روابط خارجية
- سيموني بنتيفوليو على موقع قاعدة بيانات كرة القدم.إي يو (الإنجليزية)
- سيموني بنتيفوليو على موقع Soccerway.com (الإنجليزية)
- سيموني بنتيفوليو على موقع عالم كرة القدم.نت (الإنجليزية)
- سيموني بنتيفوليو على موقع كووورة
- سيموني بنتيفوليو على موقع AS.com (الإسبانية)